# Infinity (Lee Morgan)
Infinity è un album di Lee Morgan, pubblicato dalla Blue Note Records nel 1981. Il disco fu registrato il 16 novembre del 1965 al Van Gelder Studio di Englewood Cliffs, New Jersey (Stati Uniti).

## Tracce
Lato A
1. Infinity – 11:40 (Lee Morgan)
2. Miss Nettie B. – 9:16 (Lee Morgan)

Lato B
1. Growing Pains – 8:03 (Lee Morgan)
2. Portrait of Doll – 5:39 (Jackie McLean)
3. Zip Code – 6:30 (Lee Morgan)

## Musicisti
- Lee Morgan - tromba
- Jackie McLean - sassofono alto
- Larry Willis - pianoforte
- Reggie Workman - contrabbasso
- Billy Higgins - batteria